# 2018年國立臺灣大學校長遴選事件

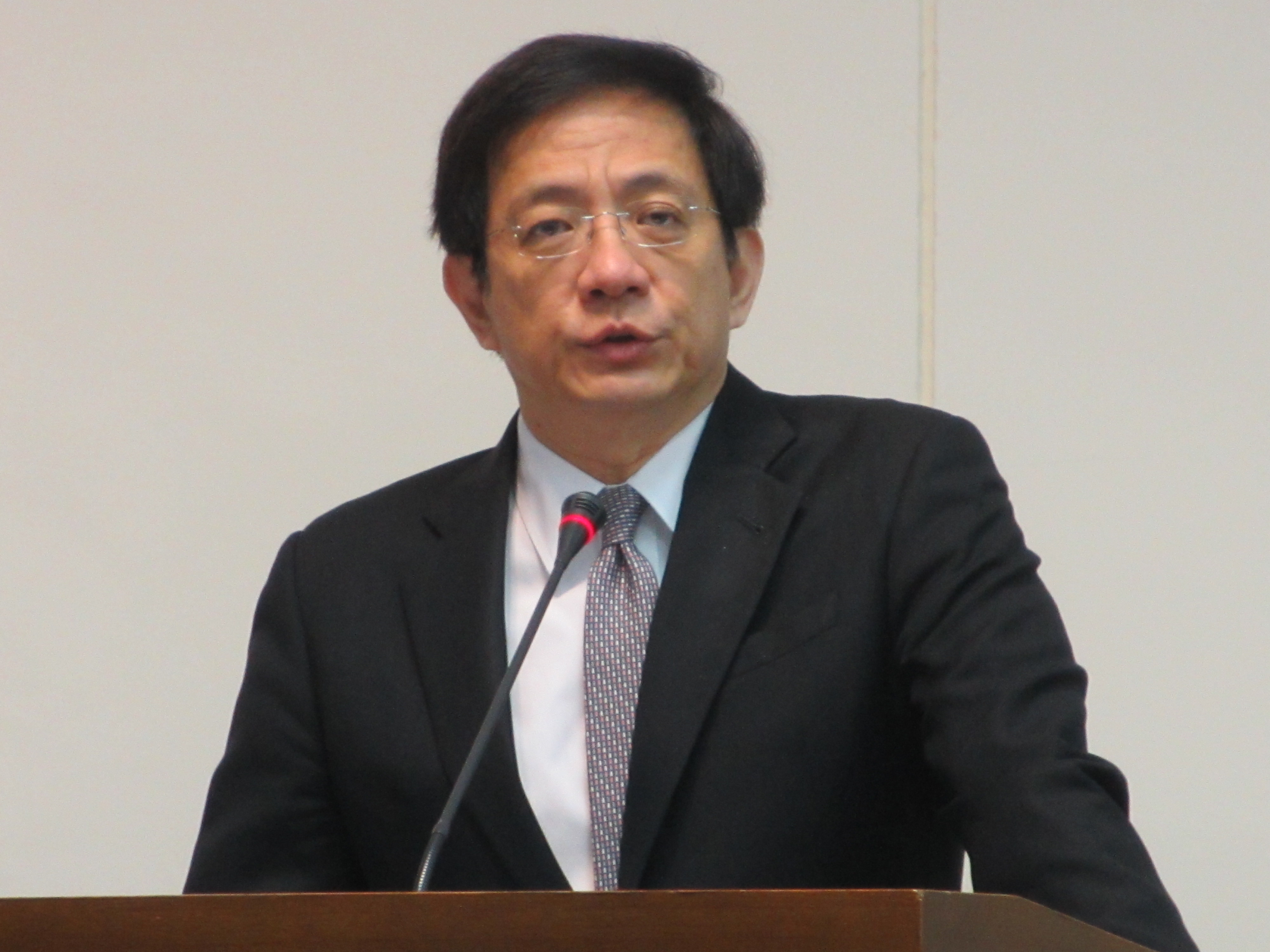
時任臺大校長管中閔

2018年國立臺灣大學校長遴選事件（台灣媒體稱為拔管案、卡管案等）是指2018年國立臺灣大學（台大）遴選校長期間所發生的事件，主要是2018年1月5日選出管中閔為臺大第12屆新任校長後，中華民國教育部以此案有嚴重瑕疵為由拒絕發給管中閔聘書，但教育部的作為亦遭到各界大力質疑，衍生出一連串關於校長遴選制度以及大學自治的爭議。因此爭議延燒，一年內先後有潘文忠、吳茂昆和葉俊榮三任教育部長為此下台，事後潘文忠回任教育部長。
2018年12月24日，教育部長葉俊榮宣布對台大校長遴選委員會的決議「勉予同意」，但要請台大提檢討報告。2019年1月8日，管中閔正式上任，結束台大354天校長遴選爭議（2018年1月5日 - 2018年12月24日）及565天無正式校長的情況（2017年6月22日 - 2019年1月7日）。2018年12月25日，由於總統府及行政院認為未和總統蔡英文及行政院院長賴清德事先溝通，為此賴清德約談葉俊榮；葉俊榮表示會負起政務官責任並提出辭呈，賴清德亦批示「勉予同意」簽准葉俊榮請辭。
此案歷經台北地檢署歷經2年多調查，共簽分9件他字案偵辦。調查證實，管中閔兼職所為都有依照程序，並未使公務員登載不實；赴中國大陸兼課，比對出入境和核准文件，並無未經允許擅自出境或逾越核准地區等情事，確認沒有逾越；全案查無不法，全數簽結。對此，管中閔回應，「正義雖然遲到，但不會永遠不到」。。然而監察院先後糾正教育部及台大與彈劾管中閔個人；其後公務員懲戒委員會（現之懲戒法院）亦對管中閔作出申誡。
2023年，管中閔和楊渡合著、時報文化出版《大學的脊梁：台大校長遴選事件與管中閔心情記事》，由管中閔和其周遭人物的視角記錄此事件；3月13日新書發表會，管中閔透露，當時因壓力而住院、作惡夢，並出現心肌痙攣、輕度躁鬱等症狀。該書出版後，針對關鍵事實的陳述，監察院以及台大前校務代表兼當年校長遴選的初選代表即分別發出新聞稿回應。

## 緣由
由於臺灣大學在2016年11月發生台大醫學論文造假案，時任校長楊泮池因曾任台大醫學院院長而受到風波影響，儘管2016年5月28日的校務會議中已通過他的校長續任案，然而他本身亦為數篇論文共同作者，雖經調查後並無違反學術倫理，但已引發軒然大波，因其不捨台大再被繼續傷害，也為了學術界的和諧，遂於2017年3月18日的校務會議中宣布將於2017年6月21日任期屆滿請辭台大校長不再續任。於是臺灣大學於2017年6月24日召開臨時校務會議組成臺大校長遴選委員會，準備遴選新任校長。
2017年6月24日，台大召開臨時校務會議，由173名校務會議代表選出18席遴選委員，加上教育部指派的3名遴選委員，組成台大校長遴選委員會。
2017年9月4日，教育部106年9月4日臺教人(二)字第1060109645號函修正，刪除台大遴選會作業細則第九點中「本會委員如認委員有具體事實足認其執行職務有偏頗之虞，得主動提議，經本會議決後解除委員職務」的規定。經此修改，僅校長候選人才具有請求解除特定遴選委員職務之權力。此外，在教育部編印的「國立大學校長遴選作業參考彙編」當中的「常見問題及注意事項」亦註明：僅「候選人」得向遴委會舉其不得擔任委員之事由或有具體事實足認其執行職務有偏頗之虞之原因及事實，經遴委會議決後，始得解除委員職務。成為日後遴選會委員堅持遴選過程合法的依據。
2017年10月20日，遴選委員會選出第一階段校長人選8人：中研院副院長周美吟、中研院院士王汎森、台大文學院前院長陳弱水、台大電資學院院長陳銘憲、台大行政副校長張慶瑞、台大財金系教授管中閔、台大電機系教授吳瑞北與清大前副校長吳誠文。2017年12月23日，經校務會議推薦投票後，5位候選人進入第二階段：周美吟、陳弱水、陳銘憲、張慶瑞與管中閔。2018年1月5日，選出管中閔為臺灣大學校長當選人，預定二月上任：其過程為進行最終投票，分為兩輪，第一輪每位委員至少要投2名候選人、至多投5名，最高票兩人進入第二輪投票，過半數者（11票）當選；管中閔在遴選委員兩輪投票中都獲得最高票，且兩輪得票都過半數，第二輪投票管中閔獲12票，陳銘憲獲9票。

## 事件經過

### 當選之疑義
2018年1月9日，管中閔遭質疑未揭露台灣大哥大獨董身分，與遴選委員、富邦金董事長蔡明興有利益衝突，未利益迴避。然而台大仍將校長遴選結果報請教育部聘任。台大遴選委員會聲明蔡明興「並不具備」不得擔任委員的事由。
2018年1月12日，教育部第1次行文台大：報載校長遴選過程似有部分疑義，請於文到後3日內詳予說明並函復本部。2018年1月23日，台大遴選委員會受教育部要求召開會議。此次會議中，所有委員已明確知悉管教授兼任台灣大哥大獨立董事、審計委員會及薪資報酬委員會委員，亦查明校內審查程序時間點與公文。至於教育部認為遴選過程中有重大資訊揭露未盡完整，實屬法令制度未明確規範所致。歷經近7小時之充分討論與審視相關法規與文件後，才做成以下之書面決議：「本會自成立至今，作業程序皆依相關法規辦理。本會確認107年1月5日管教授之當選資格，並無疑義」。所有與會之遴選委員，皆於會議記錄上簽名確認。然而隔日教育部第2次行文台大：監察院函，遴選過程涉有瑕疵，請查照及轉請遴選委員會認定，檢附相關佐證資料到部。
2018年1月25日，管中閔遭立委張廖萬堅質疑其論文涉嫌抄襲。隔日教育部第3次行文台大：要求對報載管中閔發表論文似涉不當引用疑義，請轉請遴選委員會秉權責認定並妥適處理，並將處理情形報部。台大對此發佈聲明表示，此論文非屬台大「違反送審教師資格規定及學術倫理案件處理要點」之規範或處理對象，故決議不予立案調查，海外學術團體出了一份報告聲稱管中閔抄襲論文，但管中閔之論文是持續研究中並未完成，而該學生的論文亦引用「被指抄襲論文」的手稿，同時張廖萬堅被反咬自己涉嫌抄襲論文。
1月27日，教育部第4次行文台大：請台大就監察院所詢校長遴選過程中相關疑義，提供文件佐證確為遴選會合議認定。31日，台大校長遴選委員會第5次會議，認定管中閔當選無疑義。
2月6日，教育部第5次行文台大：請台大妥善查明管中閔論文疑義。是否違反學術倫理的處理原則，並將調查結果函送本部。2018年2月9日，教育部第6次行文台大：一周內函監察院調查遴選爭議所詢事項。2018年2月9日，為釐清遴選委員會第五次會議紀錄，教育部第7次行文台大：要求台大敘明「提會討論事項」的議決方式，例如多數決、共識決或其他方式？有無經委員書面或電郵確認？。2018年2月26日，教育部人事處，以電郵檢付兼職調查表格，要求台大人事室填寫管中閔兼職資料，而校方也在翌日回覆。
3月16日，管中閔遭學者揭發在中國大陸多所大學違法兼職。20日，北檢分他字案調查管中閔是否違法赴陸兼職，以及是否違反涉密退職政務人員管制3年登陸的規定。
3月24日，針對遴選爭議，台大召開(第一次)臨時校務會議，曾針對是否擱置「成立本校校長遴選爭議調查小組案」進行投票，投票結果為同意90票、反對58票，同意票的比例為61%，決議擱置管中閔爭議，接受校長遴選結果。。巧合的是，陸委會副主委邱垂正在台大校務會議召開前公佈管中閔去了多少次大陸的詳細資料，教育部長潘文忠在台大校務會議後宣佈成立一個跨部會的專案小組，稱為「管中閔教授赴大陸地區從事學術交流等活動適法性疑義諮詢會議」，審視管中閔赴大陸兼職的相關情事。
4月10日，教育部召開第一次「管中閔教授赴大陸地區從事學術交流等活動適法性疑義諮詢會議」釐清管中閔爭議。
4月14日，時任教育部長潘文忠以「希望讓台灣大學校長遴選紛爭有重新釐清的機會」為由請辭教育部部長獲准。19日，由前東華大學校長吳茂昆接任教育部長。
4月25日，教育部召開第2次跨部會諮詢小組會議釐清管中閔爭議。在專案小組會議中，由於無法證實管中閔赴中國大陸兼職一事，官方委員之一的法務部政次蔡碧仲轉攻管中閔的獨董兼任問題，結果會議討論從「管中閔教授赴大陸地區從事學術交流等活動」變成「管中閔教授獨董爭議」。27日，教育部正式以有經濟法律上重大利益未迴避的適法疑慮為由，駁回遴選結果，要求重新回到校長候選人推薦資格初審階段。
教育部次長林騰蛟代部長召開記者會，記者會上除提供文字說明外，也提供一份諮詢小組的法律研析意見作為「附件二」供媒體參考。「附件二」的結論指出，台大校長有重大公共利益性質，管中閔違法兼職在前，又未揭露與遴選委員間的利害關係在後，「應非能勝任立於執牛耳地位之台大校長」，具體主張台大應重新辦理遴選程序，且管中閔違法事證明確，依法不得再參加遴選。不過，林騰蛟在記者會上及後續受訪時強調，教育部並未完全採納諮詢小組這份法律研析意見，並說校長候選人的資格應由遴選委員會認定，如果認為符合資格，就能和其他候選人一同參與後續的遴選程序。晚間，傳出政院高層不滿意林騰蛟說法，甚至要求某特定媒體改稿，多位記者晚上將近11點致電吳茂昆，吳茂昆明確表示，管中閔有適法性問題，但是這個問題必須回到台大遴委會，讓台大遴委會去認定，「這也就彰顯大學自治。」，意指管中閔已不適任台大校長。吳茂昆晚間再度透過教育部幕僚單位轉達文字說明指出，跨部會諮詢小組意見明確指出管中閔在台灣大哥大兼職違法，遴選會沒有詳細檢視候選人資格，違背自己訂定的規範，背離學術誠信的準則。吳茂昆重申，管中閔是否能再參選，還是要回到台大遴選會，進行實質審查後決定，但諮詢小組已提出管中閔不能選的法律意見，「相信遴選委員會已經看到，也會尊重」。
吳茂昆為原本為專案小組的非官方成員之一，在行政院長賴清德宣佈教育部長的任命後立即被揭發一連串的爭議，甚至在宣佈不聘任管中閔後愈演愈烈，甚至被指在東華大學校長任內，涉嫌以東華大學的技術在外國申請專利云云，一直至其下台為止。而國民黨立委認為吳茂昆違法，因為依據《大學法》規定，國立大學校長教育部只有「聘任」之權，並沒有「審議後聘任」之權。而國立陽明大學校長亦被揭發在校長選舉過程中出現與管中閔一模一樣的爭議，獨董是校長當選人、經營者是遴選委員會召集人的爭議，教育部聲稱該校長在聘任被揭發而無法處理。所以國民黨立委在立法院中一直對吳茂昆進行追問及杯葛。
2018年5月4日，教育部發函台大應迅即重啟校長遴選程序案與釐清大學自治的範圍。12日，針對遴選爭議，台大召開(第二次)臨時校務會議，經過冗長的討論，以77:30的懸殊比數通過，作成「請教育部依大學法盡速核聘」校長決議，台大校方並據校務會議決議回文給教育部。據台大校務會議決議，大學校長遴選屬大學自治的一部分，請教育部「依大學法」精神，「盡速核聘」台大遴選委員會依法選出的校長人選。
5月13日，管中閔表示，今年520是蔡總統任期滿一半的日子，他誠懇希望蔡總統以政治智慧與高度，在7天內設法解決弭平因台大校長遴選衍生的風暴，並呼籲蔡總統不要讓校長遴選的政治風暴擴大，甚至成為總統五二○就職演說的「不可承受之重」。14日，總統蔡英文接受「蔻蔻早餐」節目專訪表示，要求總統做政治介入反而不好，這是法律問題不是政治問題，教育部依法處理，她尊重教育部。並表示，如果管中閔有事要說，就回到體制裡按照程序表示意見，她也注意到，整件事管中閔似乎都沒有回應外界質疑的問題，把很多事情就只有一個解釋，就是政治化。對於管中閔說蔡總統一定知道做出這些決策甚至拍板拔管的那位決定者是誰，蔡總統反問：「可不可以告知一下？」
5月25日，教育部行文台大，仍堅持台大應「迅即重啟遴選程序」。教育部回文也搬出大學法，認為國立大學校長遴選，學校的自治權限行使範圍僅限於「組織遴委會」，但遴委會組成後的相關運作，必須受相關法令規範，而教育部有權作「適法性監督」。
2018年5月29日，教育部長吳茂昆被國民黨立委柯志恩揭發，在國科會主委任內(2005年)到大陸考察時，在當時的香港科技大學校長朱經武的邀請下，原來只申請去蘇州出席國際科學理事會，沒有向政府申報而轉往杭州參加高新技術高峰論壇，違反了法律的規定，最後宣告下台。
5月31日，台大國發所博士生王宗偉等台大學生，下午到教育部完成遞交訴願書，希望教育部做成聘任管中閔。6月4日，台大正式委託律師向教育部提出訴願。6月5日，管中閔亦向教育部提起訴願，要求教育部依法聘任管中閔為台大校長。並於9月11日補正訴願理由。
2018年6月6日，蔡英文總統密邀台大校長遴選委員會召集人陳維昭和王金平到總統官邸，針對管中閔案交換意見。蔡總統與陳維昭和王金平談了約一個小時，在會中彼此爭鋒相對，最終沒有達成共識與結論。總統府發言人林鶴明12月25日表示，6月6日當天雙方各自堅持立場，會談並無交集，最終「不歡而散」。
2018年7月16日，葉俊榮接任教育部長。針對「台大校長」案，葉俊榮坦言這個案子對台大、整個台灣的人心造成衝擊，且變成一個「糟糕的僵局」，但他也認知到「不宜久拖」，「未來一、兩個月黃金處理時間內會與重要當事人溝通與傾聽」。
7月23日，蔡英文總統首度回應台大校長遴選案，她說，這件事情仍屬於教育部權責，現任葉俊榮部長是擅長溝通的部長，希望葉與各方溝通，讓教育部在台大校長遴選案，能引導各方來達成共識，讓台大校長問題早日解決。同時也藉此呼籲各方關心台大案，也要關心台大學生及老師權益。28日，葉俊榮部長出席大學社會實踐博覽會時受訪時表示，對於台大校長遴選案，社會上不適合用就任或不就任的「人」的角度來看這個問題，希望從制度來看，要大家不要一直聚焦在最後結果，而是面對整個制度性結構的問題，若雙方都能夠退一步釋出善意，看出這些「結構性」問題。葉俊榮最後也表示，透過與遴委會召集人陳維昭、台大校長郭大維互相交換意見，針對問題的困難點做討論，關於未來的發展，相信在善意之下會有一個合乎大家期待的制度。
7月30日，台大遴選委員會證實將重啟遴選，大會也已著手開會時間意見調查。但30日晚匯集遴委徵詢意見結果，最終決議台大遴委會將繼續堅持管案無瑕疵，籲請教育部聘任管中閔當校長，重啟遴選會確定流會，管案仍陷僵局。
8月2日，國立台灣大學校長遴選委員會發出聲明，強調已依法完成校長遴選，且兩次校務會議之決議皆為維持遴選委員會決議，再次籲請教育部應儘速依法聘任管中閔教授為台大新任校長。

### 教育部同意聘任
隨著民進黨在九合一大選大敗，行政院即將改組的情況下，2018年12月24日，教育部長葉俊榮主持記者會說明「台大校長遴選進度說明記者會」，會中宣布對台大遴選委員會的決議勉予核定，但要請台大提檢討報告，意即教育部將發台大校長聘書給管中閔，結束台大354天遴選爭議及552天無正式校長的情況。隔日，行政院長賴清德中午召見葉俊榮；葉俊榮表示基於教育部權責、台大學生權益及維護大學自主教育原則，願對台大校長遴選案擔起政治責任，辭去教育部長職務。行政院於下午5點召開記者會證實，院長賴清德已「勉予同意」簽准葉俊榮請辭；葉俊榮確定成為臺大校長遴選風波以來繼潘文忠、吳茂昆第三位走人的教育部長。
12月28日，教育部正式發函台灣大學，確定管中閔民國108年1月8日接任台大校長，任期四年，至民國112年的1月7日。同日，行政院訴願審議委員會對於台大校方、管中閔及台大學生之前提起的3件訴願案，作成「訴願不受理」決定。
2019年1月1日，陳良博、周昌弘、李敦厚、賀德芬、張清溪、鄭秀玲、賴秀穗、周松男、陳榮基、楊惠郎等10位學者近日發起「撤銷教育部聘任管中閔為台大校長之違法處分」連署，號召關心台灣學術自由的人共同加入連署。呼籲政府依行政程序法第117條及訴願法第58條第2項的規定，迅即於一月七日以前撤銷教育部聘任管中閔之違法處分。4日，吳瑞北向法院聲請定暫時狀態假處分，防教育部聘管中閔。台北高等行政法院權衡公私益，認為聲請無理由，今裁定駁回，可抗告。

### 正式上任後
2019年1月8日，教育部常務次長林騰蛟發給管中閔校長聘書，該聘書由教育部政務次長姚立德署名，並隨後在林騰蛟次長的監交下，管中閔從代理校長郭大維的手中接過印信，正式成為臺灣大學第12任校長。
1月15日，監察院針對管中閔過去擔任學校主管及政府部門任職時在外兼職違法事宜召開彈劾審查會，以7：4通過管中閔彈劾案。按行政院前政務委員兼國家發展委員會主任委員管中閔於101年2月6日起至104年2月3日止之期間，身為國家高階政務官乃至機關首長，卻違反公務員服務法第14條第1項「禁止兼職」之規定，透過匿名方式「常態性」為壹週刊撰寫社論，以獲取年約新臺幣65萬元之兼職報酬，嚴重損害公務紀律及敗壞官箴，違失情節重大，爰依法提案彈劾 。公務員懲戒委員會於7月2日下午公開審理，並通知管中閔出席準備程序庭。公懲會受理案件後，已請管中閔說明，再給監察院核閱後，進行分案，由5位公懲會委員組成合議庭。本案合議庭成員為石木欽（公懲會委員長兼審判長）、廖宏明、吳景源、張清埤、黃梅月。合議庭日前已通知管中閔，於7月2日下午3時開庭，管中閔依法必須出席。公懲會借用台灣高等法院開庭，並開放60名民眾旁聽。
8月1日，教育部公布修正「國立大學校長遴選委員會組織及運作辦法」，明訂校務會議有權解散大學校長遴委會的權力。此一修法被外界稱為「管中閔條款」，新版辦法規定，國立大學校長就任前之遴選爭議，遴委會應於三個月內作成決議確實處理；若未於所定期限內確實處理遴選爭議，經學校校務會議代表三分之一以上提案，出席代表二分之一以上同意後解散。學校必須在解散後的兩個月內重組遴委會。教育部表示，以此機制來處理遴選過程可能產生的「當機」現象。
8月20日，公務員懲戒委員會針對台大校長管中閔被控在擔任政務官任內匿名在《壹週刊》寫社論而被監察院彈劾一案召開言詞辯論庭；9月2日，判處管中閔申誡。

## 提出的爭議內容
管中閔當選後不久，隨即傳出管中閔在遴選過程中疑似違反利益迴避原則、論文爭議、赴陸授課等爆料，教育部以相關爆料為由暫緩核准臺大校長的聘任，多次要求臺大校方說明疑點，臺大校長遴選委員會也多次回文澄清並無疑慮。

### 遴選委員疑似利益衝突
- 2018年1月9日，質疑者主張管中閔當選是因為掌握了三位來自企業界的遴選委員支持，而其中蔡明興與管中閔分別為台灣大哥大股份有限公司的副董事長與獨立董事，產生雙方是否應利益迴避之問題[67]。

遴選會發言人表示各界對任何委員的投票意向都是純屬臆測，依遴選辦法各候選人及委員並無違反規定，已做到利益迴避，並舉遴選委員中央研究院院長廖俊智與候選人中研院副院長周美吟為例「難道也不符規定？」（依法務部法律字第 1000015676 號的行政函釋，與教育部編印的「國立大學校長遴選作業參考彙編」，遴選委員並沒有利益迴避的聲請權。廖俊智確實沒有利益迴避問題），遴選表格上並沒要求寫到私人企業職務。
- 2018年1月12日，管中閔辭去獨立董事職位[72]。

台大管理學院兼任教授暨富邦金控高級顧問龔天行不同意教育部所稱管和蔡兩人的職務有「經濟法律上重大利益」。國民黨的智庫國家政策研究基金會也發表評論說依據《證券交易法》，獨立董事「執行業務範圍內應保持獨立性，不得與公司有直接或間接之利害關係」，因此沒有理由要迴避。台大政治系教授陳淳文則從法理層面解釋指出：只有法定申報義務，沒有自我揭露義務；迴避義務的規範方式是以「法定關係」為原則，「具體事實」為例外；「瑕疵」與「重大明顯瑕疵」在法律上是完全不同的兩個概念，重大明顯瑕疵的認定標準；台大及教育部皆無權推翻遴選委員會之決定。
之後，陽明大學校長遴選程序同樣被質疑沒有利益迴避，教育部表示陽明大學校長遴選程序中確有召集人與候選人任同一公司（獨立）董事職務的關係，但是在教育部完成聘任後才被外界揭露，校長遴選委員會也已解散，隨後教育部於5月7日及17日二度函請陽明查明實情，而台大則是還沒聘任，遴選委員會仍未解散的狀況下就被揭露利益迴避的問題；目前台大案已進入訴願及司法程序，陽明案有相關法律見解及個案異同的情形，須一併慎重考量，教育部仍在積極研議可能的處理方式。
- 2018年1月31日，國立臺灣大學校長遴選委員會第5次會議, 關於蔡明興委員迴避問題:

（蔡委員離席迴避）依本會作業細則第9點原規定：「…本會委員…應遵守以下規範：…有下列情形之一者，經本會確認後，解除其職務：…有具體事實足認其執行職務有偏頗之虞者，候選人得向本會舉其原因及事實，經本會議決後，解除委員職務。…」嗣依教育部106 年9 月4 日臺教人(二)字第1060109645號函修正，刪除前揭「本會委員如認委員有具體事實足認其執行職務有偏頗之虞，得主動提議，經本會議決後解除委員職務」之規定，並經教育部106 年11 月27 日臺教人(二)字第1060105102 號書函備查在案。候選人管教授與蔡明興委員並無「與候選人有配偶、三親等內之血親或姻親或曾有此關係者」、「學位論文指導之師生關係」，而蔡委員亦無「因故無法參與遴選作業」之情事；又本校辦理校長遴選期間迄今，並無候選人向本會提出具體事實足認蔡委員執行職務有偏頗之虞，爰本會自無從主動議決是否應解除其委員職務。行政程序法第33 條及第34 條雖對於迴避設有規定，惟查依大學法第9 條第3 項授權訂定之國立大學校長遴選委員會組織及運作辦法第6 條另設有特別之迴避規定，此經法務部100 年7 月4 日法律字第1000015676 號函復教育部在案。本會作業細則第9 點係依前揭運作辦法所修正，併予敘明。
依照教育部編印的「國立大學校長遴選作業參考彙編」當中的「常見問題及注意事項」（2017年版為第60頁，2013年版為第86頁）註明：僅「候選人」得向遴委會舉其不得擔任委員之事由或有具體事實足認其執行職務有偏頗之虞之原因及事實，經遴委會議決後，始得解除委員職務。
- 2018年5月9日，立法院教育及文化委員會審議《終身學習法部分條文修正草案》，吳茂昆列席備詢，會前媒體詢問教部回給台大的公文，主要是認為管擔任台灣大哥大獨董，台灣大副董事長蔡明興又是校長遴選委員，未利益迴避，也未在遴選時揭露此一利害關係，但法務部之前已做過解釋，是否需要迴避是依大學遴選相關規定，並非行政法，而大學遴選辦法中的迴避關係，並未包括管案的情形，追問吳茂昆是依據哪條規定拔管，吳茂昆回應：「請大家仔細看教育部的公文，而且我們沒有拔管。」但記者再問拔管法源，吳又回：「請看我們的公文。」3分鐘的訪談，至少說了10次請大家去看公文。由於吳一直說不清拔管的法律依據，有記者問「你了解嗎？」吳茂昆提高音量回「我當然了解，但為什麼要我現在說明。」[78]

### 論文引用來源爭議
- 2018年1月25日，時任立委張廖萬堅爆料，台大校長當選人管中閔涉嫌抄襲論文[79]。

- 2018年1月26日，台大對此發佈聲明表示，此論文並非已經完成之正式論文，非屬台大「違反送審教師資格規定及學術倫理案件處理要點」之規範或處理對象，故決議不予立案調查[25]。

### 疑似在臺灣非法兼職
- 2019年1月15日，台大校長管中閔雖已於2019年1月8日走馬上任，但監察院仍針對他過去擔任學校主管及政府部門任職時在外兼職違法事宜召開彈劾審查會，以7：4通過管中閔彈劾案。按行政院前政務委員兼國家發展委員會主任委員管中閔於101年2月6日起至104年2月3日止之期間，身為國家高階政務官乃至機關首長，卻違反公務員服務法第14條第1項「禁止兼職」之規定，透過匿名方式「常態性」為壹週刊撰寫社論，以獲取年約新臺幣65萬元之兼職報酬，嚴重損害公務紀律及敗壞官箴，違失情節重大，爰依法提案彈劾 [61]。

- 1月15日，不過國立台北商業大學校長張瑞雄表示，根據銓敘部 75.9.5.（七五）臺銓華參字第46252號函，依司法院大法官會議41年11月22日第11號解釋，公務員不得兼任新聞紙類及雜誌之編輯人、發行人、社長、經理、記者及其他職員，至於報社特邀專欄撰稿，倘不涉職務之事務，尚無禁止之規定 [80]。

- 1月15日，台大校長管中閔在任職政務委員與國發會主委期間，為壹週刊撰寫相關專欄文章，被監察院通過彈劾，究竟公務員能不能為報紙雜誌等媒體撰稿，主管公務員行為規範的考試院銓敘部對此有無一致規定，相關官員透露，其關鍵在雙方有無簽訂「承攬契約」。據了解，民國九十一年二月七日，銓敘部曾作成解釋函，主旨即明確指出「公務人員不得事先與他人簽訂於一定期限內必須完成一定著作，並於該著作完成後，將著作權移轉他人並獲取報酬之合約。」銓敘部固然於民國七十五年，依據司法院釋字第十一號「公務員不得兼任新聞紙類及雜誌之編輯人、發行人、社長、經理、記者及其他職員。至於報社特邀專欄撰稿，倘不涉職務之事務，尚無禁止之規定」，作出「公務員得受邀專欄撰稿」的解釋。但那主要是指偶然、不連續的行為，若訂有契約恐就另當別論。[81]

- 1月16日，監察委員王美玉及劉德勳在15日彈劾審查會中表達意見指出，管中閔受邀撰稿是否違反《公務員服務法》第14條第1項：「公務員除法令所規定外，不得兼任他項公職或業務。其依法令兼職者，不得兼薪及兼領公費。」因法條不明確，且銓敘部多年函釋並未有此部分，調查過程中僅向銓敘部調閱卷證，「唯獨未請銓敘部以主管機關表達正式書面意見」當作審查基礎，「此乃程序及實質欠缺之嚴重問題」。並且《壹週刊》也已說明此案為「社論專欄之邀稿，未有契約關係」，所付的報酬也是稿費，而調查案所附的多篇專欄是否均為管中閔所撰亦未論及，均有進一步查清楚的必要。王美玉及劉德勳也指出，司法院32年4月28日院字第2508號早已函釋「公務員在報紙雜誌投稿或著作書籍出版收受報酬，或編輯研究學術之雜誌刊物，均非修正公務員服務法第十三條第一項所謂經營商業。」他們表示，受邀撰稿既非兼職，是否刊登也屬於報社雜誌的選擇，而且投稿、撰稿是否為兼職也沒有銓敘部的函釋，此案判定為「經常、固定」兼職但卻欠缺更具體之事證當作佐證。[82]

- 7月2日，監察院公務員懲戒委員會公開審理管中閔彈劾案，並通知管中閔出席準備程序庭。公懲會受理案件後，已請管中閔說明，再給監察院核閱後，進行分案，由5位公懲會委員組成合議庭。本案合議庭成員為石木欽（公懲會委員長兼審判長）、廖宏明、吳景源、張清埤、黃梅月。合議庭日前已通知管中閔，於7月2日下午3時開庭，管中閔依法必須出席。公懲會借用台灣高等法院開庭，並開放60名民眾旁聽。[62]

- 8月20日，公懲會針對台大校長管中閔被控在擔任政務官任內匿名在《壹週刊》寫社論而被監察院彈劾一案召開言詞辯論庭；9月2日，判處管中閔申誡。[64]

### 疑似在中國大陸兼職
- 2018年3月16日，傳出管中閔在中國大陸的數間大學違法兼職，學校網頁上將管中閔列為兼職或客座教授。自由時報記者致電廈門大學詢問時，得到的回答是管中閔確實有授課。然而這些學校後來都改口或澄清說管中閔只是去演講或參加會議，未支酬，並將管中閔的名字從網頁上去除。[28][83]

- 2018年4月10日，教育部「管中閔教授赴大陸地區從事學術交流等活動適法性疑義」諮詢會議召開第一次會議[84]；成員名單：行政院法務部次長蔡碧仲、行政院大陸委員會副主委邱垂正、處長蔡志儒、處長華士傑、行政院人事行政總處副人事長蘇俊榮、科長許孟智、中研院院士吳茂昆、國立臺北教育大學教務長周志宏、世新大學前校長賴鼎銘。

- 2018年4月25日，教育部「管中閔教授赴大陸地區從事學術交流等活動適法性疑義」諮詢會議，召開第二次會議[85]。

## 各方反應

### 管中閔
管中閔在大多數時間都未直接表態回應任何爭議。支持者肯定其不隨抹黑者起舞的高度，反對者則認為管中閔有不肯澄清和回應是不負責任的作法。
- 2018年5月6日，管中閔發表聲明[86][87]：

1. 捍衛大學自主。
2. 重建社會信任機制。
3. 抗拒新型黨國資本主義。

- 5月13日，管中閔表示，今年520是蔡總統任期滿一半的日子，他誠懇希望蔡總統以政治智慧與高度，在7天內設法解決弭平因台大校長遴選衍生的風暴，並呼籲蔡總統不要讓校長遴選的政治風暴擴大，甚至成為總統五二○就職演說的「不可承受之重」。[39][40]

- 管中閔於2019年1月8日上任台大校長，7天後(1月15日)監察院以管過去擔任公職期間替壹週刊寫社論而彈劾，移送公務員懲戒委員會。公懲會於7月2日行準備程序，於8月20日行言詞辯論。管中閔最後陳述如下：

首先，依據準備程序庭證人的證詞，以及前面引述媒體的相關評論，我要再次強調：受媒體邀請投稿，本就不是「職」。既不是「職」，就無「兼職」可言；既非「兼職」，自無「違法」。除了今天律師們所提出的法律見解外，懇請庭上也能審酌以下幾點：
1. 監察院當初是基於我有什麼重大犯罪嫌疑，而必須清查我近二十年的個人所得資料，並要求各單位詳細交代與我來往的細節？這種抄家式的清算，算不算濫權？
2. 監察院為什麼可以在提出彈劾時隱匿行政單位在監察院的證詞？然後在毫無事實基礎之下，僅用臆測就入人於罪？這樣的羅織構陷，算不算濫權？
3. 報刊社論代表社方立場，向不署名，何來匿名之說？監察院又為什麼可以任意向媒體洩漏我投稿的刊物名稱？個人資料保護法已公布24 年，為什麼監察院可以向媒體洩漏包括我所得資料的個資？（若非刻意洩漏，難道媒體是在中山南路的人行道上撿到這些個資？）這樣侵害我的自由與隱私，算不算違法？監察院濫權違法所為，就是政治迫害；由此得出的彈劾決定，根本不應成立。而以政治迫害來侵犯大學自主，企圖摧毀大學校長遴選當選人的人格與公信，更是七十年來所僅見。我一介書生，面對政治迫害時毫無所恃，可寄望者唯有司法的公正。禮記儒行篇說：「儒有可親而不可劫也，可近而不可迫也，可殺而不可辱也」。我敬謹出庭，力爭清白，希望庭上與大眾能瞭解：今之儒者，依舊不可以勢劫，不可以力迫，亦絕不受辱。

### 教育部
- 在管中閔案發生前，教育部在「國立大學校長遴選作業參考彙編」當中，針對利益迴避的處理，就已經提出案例並說明應注意事項。該案例的詳細案情為「某校遴委會委員表示該校遴委會中有部分遴選委員為校長候選人（校外參選人）之同事，依據行政程序法及公職人員利益衝突迴避法之相關迴避規定，渠等應自行迴避，渠於會上提出質疑卻未被正視，爰引發爭議。」教育部對該案例的應注意事項只有三點：第一，關於利益迴避，應優先適用國立大學校長遴選委員會組織及運作辦法。第二，僅候選人得向遴委會舉事由或足認其執行職務有偏頗之虞之原因與具體事實，經遴委會議決後，始得解除委員職務。第三，公職人員利益衝突迴避法之規定不適用於遴選委員。

- 2018年4月14日，教育部長潘文忠以「希望讓台大校長遴選紛爭有重新釐清的機會」為由請辭獲准。[31][32]

- 2018年4月19日，新任教育部長吳茂昆在陷入更多學術爭議（擔任東華大學校長有高達九項兼職也是事後追認[89]、隱瞞學校以公司名義向美國提出專案申請案[90]）下就任。5月3日，國民黨立委柯志恩加碼爆料，吳茂昆在東華大學校長任內兼任陳水來文教基金會董事，該基金會董事長就是慶富造船陳慶男；且吳茂昆2012年到2014年兼任董事隱匿不報，未經教育部核可就擔任董事多年[91]；2015年吳茂昆還以東華大學校長身分擔任「國立海洋科技博物館新建營運移轉（OT-BOT）案」的「協調委員」，此工程是慶富集團子公司慶陽海洋企業承包，最後失敗收場[92]——既是慶富相關基金會董事，又擔任慶富子公司協調委員為慶富排難解紛，吳茂昆應自清有無官商勾結。

- 2018年4月27日，教育部認為，管中閔參選時未揭露與遴選委員蔡明興間之薪酬關係，不但違法兼職，還造成「蔡董投管董」的嚴重瑕疵，有經濟和法律上重大利益未迴避的適法疑慮，臺大也未善盡查核不適格候選人之責，形成對其它被推薦人的偏頗與不公平競爭，違反「正當行政程序原則」，最終決定不予聘任，要求全案回到遴選委員會對校長候選人資格進行檢視審查的階段，相關爭議由臺北地檢署和監察院調查中[93][94][95]。

- 2018年5月3日，教育部遭外界質疑，對可能也有「利益迴避」問題的國立陽明大學校長郭旭崧有雙重標準。依據臺灣證券交易所揭露資訊，郭旭崧曾任心悅生技獨董、審計、薪酬委員會委員、薪酬委員會召集人，直到當選陽明大學校長才辭去三項兼任職務[96]。而出任陽明校長遴委會召集人的張鴻仁，當時也是心悅生技董事[97]對此教育部次長林騰蛟解釋，陽明校長是上任後才被檢舉獨董問題，目前監察院已在調查，教育部會用同一標準檢視。[98]

- 2018年5月4日，教育部發函台大，應迅即重啟校長遴選程序案，與釐清大學自治的範圍。[34]

- 2018年5月29日，吳茂昆辭職下台。

- 2018年9月12日，教育部長葉俊榮要求台大遴選會，至少回到1月5日的會議議程，開會前需先議決遴委蔡明興是否需迴避或解除職務，再從台大校務會議推薦的5位候選人（含管中閔在內）開始依法進行遴選，就決定的結果報請教育部聘任。由於教育部多次要求重啟遴選程序，國立臺灣大學堅持拒絕政治力介入學術，早已於6月4日提起訴願，未來將以司法程序解決爭議。[99]

- 2018年12月24日，臺大校長遴選案僵持將近1年，教育部長葉俊榮召開臨時記者會宣布「勉予同意」聘任管中閔為臺大校長，但台大必須在3個月內全盤做程序上檢討，並向教育部報告。在宣布的兩個小時前，葉俊榮透過簡訊告知行政院長賴清德表示要開記者會，賴清德要葉俊榮「審慎思考」並向蔡總統報告，隨後葉俊榮仍對外宣布了此決定。總統府發言人林鶴明表示，府方對此案的一貫立場就是「由教育部依照權責辦理」。[100]

- 2018年12月25日，由於前一日教育部長葉俊榮宣布「勉予同意」管中閔出任台大校長，並要求台大校方，須於3個月內提出遴選程序檢討報告；教育部公文並於同日送達台大；行政院長賴清德中午召見葉俊榮；葉俊榮表示基於教育部權責、台大學生權益及維護大學自主教育原則，願對台大校長遴選案擔起政治責任，辭去教育部長職務。行政院於下午5點召開記者會證實，院長賴清德已「勉予同意」簽准葉俊榮請辭；葉俊榮確定成為臺大校長遴選風波以來繼潘文忠、吳茂昆第三位走人的教育部長。[54][55]

- 2018年12月28日，教育部正式發函台灣大學，確定管中閔民國108年1月8日接任台大校長，任期四年，至民國112年的1月7日。[4]

- 2019年1月8日，教育部由常務次長林騰蛟前往臺灣大學發給管中閔校長聘書，該聘書由教育部政務次長姚立德署名，並隨後在林騰蛟次長的監交下，管中閔從代理校長郭大維的手中接過印信，正式成為臺灣大學第12任校長。[60]

- 8月1日，教育部公布修正「國立大學校長遴選委員會組織及運作辦法」，明訂校務會議有權解散大學校長遴委會的權力。此一修法被外界稱為「管中閔條款」，新版辦法規定，國立大學校長就任前之遴選爭議，遴委會應於三個月內作成決議確實處理；若未於所定期限內確實處理遴選爭議，經學校校務會議代表三分之一以上提案，出席代表二分之一以上同意後解散。學校必須在解散後的兩個月內重組遴委會。教育部表示，以此機制來處理遴選過程可能產生的「當機」現象。[63]

### 行政院
- 2018年12月24日，針對臺大校長遴選案，教育部長葉俊榮召開臨時記者會宣布「勉予同意」聘任管中閔為臺大校長，在宣布的兩個小時前，葉俊榮透過簡訊告知行政院長賴清德表示要開記者會，賴清德要葉俊榮「審慎思考」並向蔡總統報告，隨後葉俊榮仍對外宣布了此決定。[100]

- 2018年12月25日，由於前一日教育部長葉俊榮宣布「勉予同意」管中閔出任台大校長，行政院長賴清德中午召見葉俊榮；葉俊榮表示基於教育部權責、台大學生權益及維護大學自主教育原則，願對台大校長遴選案擔起政治責任，辭去教育部長職務。行政院於下午5點召開記者會證實，院長賴清德已「勉予同意」簽准葉俊榮請辭。[54][55]

- 2018年12月28日，行政院訴願審議委員會對於台大校方、管中閔及台大學生之前提起的3件訴願案，作成「訴願不受理」決定。 行政院訴願審議委員會認為教育部5月4日函請台大補正遴選程序瑕疵，是教育部「作成行政處分前之程序處置」，目的是為了確保將來新任校長當選人的合法性、正當性及任期中的穩定性，認定這份公函並非行政處分，提起訴願依法未合，因此決定不受理。[56]

### 總統府
- 2018年5月14日，針對台灣大學校長當選人管中閔呼籲總統蔡英文解決台大校長遴選風暴，總統蔡英文接受「蔻蔻早餐」節目專訪表示，要求總統做政治介入反而不好，這是法律問題不是政治問題，教育部依法處理，她尊重教育部。並表示，如果管中閔有事要說，就回到體制裡按照程序表示意見，她也注意到，整件事管中閔似乎都沒有回應外界質疑的問題，把很多事情就只有一個解釋，就是政治化。對於管中閔說蔡總統一定知道做出這些決策甚至拍板拔管的那位決定者是誰，蔡總統反問：「可不可以告知一下？」[40]

- 2018年6月6日，蔡英文總統密邀台大校長遴選委員會召集人陳維昭和王金平到總統官邸，針對管中閔案交換意見。根據陳維昭在2019年1月號《臺大校友雙月刊》(NTU Alumni Bimonthly, No.121) 發表的《六月六日總統官邸談管案》一文中表示，陳向蔡總統表示他認為管案是政治事件 [101]，陳與蔡談了約一個小時，在會中彼此爭鋒相對，最終沒有達成共識與結論。總統府發言人林鶴明12月25日表示，6月6日當天雙方各自堅持立場，會談並無交集，最終「不歡而散」。[48][49]

- 2018年7月23日，蔡英文總統首度回應台大校長遴選案，她說，這件事情仍屬於教育部權責，現任葉俊榮部長是擅長溝通的部長，希望葉與各方溝通，讓教育部在台大校長遴選案，能引導各方來達成共識，讓台大校長問題早日解決。同時也藉此呼籲各方關心台大案，也要關心台大學生及老師權益。[51]

- 2018年12月24日，針對教育部長葉俊榮前24日突然宣布「勉予同意」管中閔出任台大校長，總統府發言人林鶴明表示，府方對此案的一貫立場，就是「由教育部依照權責辦理」。[100]

- 2018年12月25日，總統府發言人林鶴明表示，2018年6月6日當天蔡總統在與王金平、陳維昭兩人的會面中強調，基於外界對於管案遴選程序的質疑，為了台大的學生，希望台大遴選委員會可以展現彈性和善意來處理，不能鐵板一塊，應尊重教育部的權責，「但雙方各自堅持立場，會談並無交集，不歡而散」。[48][49]

- 2018年12月26日，針對教育部長葉俊榮任命管中閔台大校長案，蔡英文總統於其臉書表示:「處理台大校長的遴選爭議，當然是教育部的權責。不過，身為執政團隊一份子，教育部長僅在記者會前一小時透過簡訊告知，也未遵照賴院長指示向總統報告，就逕自宣布決策，我跟賴院長都相當錯愕，也讓許多國人感到不解，難以接受……面對大學自治，即使身為總統，對於校長的人選，也沒有置喙的餘地。但我同樣期待，大學自治應該對程序正義有所堅持……一個清楚的事實是，無論是台大校長遴選的爭議，或是教育部長的決策，都沒有所謂總統默許的問題，這樣的操作無助於解決問題。」[102][103]

- 2019年1月1日，蔡英文總統邀請李遠哲在官邸請益，李遠哲表示要「請辭總統府資政」，蔡表示不解，李遠哲說他對通過管中閔當選台大校長一事不滿已久，蔡續問原因，李語帶怒氣回說：「妳不讓管碧玲做教育部長，去找葉俊榮做教育部長，這就錯了！」[104]

- 2019年1月3日，獨派大老的總統府資政吳澧培、總統府前資政彭明敏、長老教會高俊明牧師、中研院前院長李遠哲等發表公開信，呼籲蔡英文總統放棄2020年連任。吳澧培指出，他們見蔡總統提建言，主要因素是人事問題，認為葉俊榮處理台大管案出現大紕漏。[105]

- 2019年1月14日，蔡英文總統和媒體餐敘時，被問到前教育部長葉俊榮先前突然決定讓管中閔就任台大校長一事，她表示當時有大聲的說「我反對！」不過她也懊惱說，事後回想，「當時怎麼沒第一時間打電話去阻止？」蔡英文還原當天過程，她說當天在總統府開會，行政院長賴清德拿來葉俊榮傳來的簡訊過來給她看，她當場就表示「我反對！」而賴清德也有跟葉俊榮說，「你要跟總統報告」，未料，葉俊榮未轉告通知蔡英文，蔡英文說:「我想他沒有來跟我報告，記者會大概不會開了吧。」媒體質疑，葉俊榮放管一事蔡英文先前是否知道？蔡英文回應，「葉俊榮很想做這件事，我們大家都知道，所以我們都想防著他去做這件事，但是我真的不知道他那天下午要開記者會宣布！」媒體再追問，府院後續怎沒把人事任命公文追回來？蔡英文說，「追公文這件事是行政院處理的，你不要以為總統每件事情都插手。」[106]

### 臺灣大學
- 2018年4月28日，臺大校方聲明對教育部不予聘任的決定表達異議，認為傷害大學自主精神，對臺大發展造成負面影響[107][108]時任台大代理校長郭大維表示，教育部對台大發展產生重大負面影響[109]；隨後臺大遴選委員會聲明「政治力介入、戕害大學自治」，並說若教育部無法提出合法不聘任理由，遴選會將拒絕重啟遴選校長。4月30日，臺大校方聲明將提起訴願等行政救濟，來釐清大學校長遴選是否為大學自主的一環。[110]5月1日，監察委員申請調查大學自治、校長遴選與教育部之間的關係為何。[111]

- 2018年4月30日，國立臺灣大學系統聲明，教育部應尊重大學自治，不可剝奪憲法保障國立大學組織之自主權，並依大學法第9條依法行政，校長遴選委員會已完成遴選程序，請該部尊重校長遴選委員會之遴選結果。 針對臺大校長遴選的行政干涉已造成校園之對立與不安，並將影響未來所有國立大學校長之聘任。且政治與教育應分離，政治應退出校園運作，以維高等教育長遠之發展。該聲明由國立臺灣大學代理校長、國立臺灣師範大學、國立臺灣科技大學校長聯合署名。[112]

- 2018年5月3日，臺大學生深夜在校園內綁起反管黃絲帶「管中閔純潔騙殺全國」、「爺林大道走九遍」，但隨即遭校方拆除。引發社民黨成員苗博雅不滿，認為校方雙重標準，只准挺管黃絲帶繫掛。並質疑校內單位沒有會議、決議，就可以用單位名義自動發出聲明，諷刺地說：「大學自治的定義不斷被刷新中」[113]。台大學生徐連毅也發文批評校方，指稱繫掛的黃絲帶並未擋到他人、更無違法情事，為何校外人士能夠自由在校內懸掛布條，台大學生卻不擁有同等權利。[114]

- 2018年8月2日，國立臺灣大學校長遴選委員會發表聲明指出教育部之認定係法令制度未明確規範所致，並做出書面決議確認當選資格，並無疑義。[115]

- 2019年3月25日，臺灣大學遴選檢討報告出爐，表示管中閔獨董身分無須強制揭露；台大呼籲：資訊揭露勿以「道德標準」著手。此案，歷經將近1年爭議後，由前教育部長葉俊榮宣布「勉予同意」管中閔上任，並要求台大校方，須於3個月內提出遴選程序檢討報告；教育部公文於2018年12月25日送達台大，台大並於最後期限，送出檢討報告。[116]

### 監察院
- 2018年8月16日，針對台大校長遴選爭議，監察院通過對教育部及臺灣大學糾正案。[117]

- 12月13日，監察院通過糾正案，指教育部已逾越《中華民國憲法》適法性監督範圍，予以糾正。[118]

- 2019年1月15日，台大校長管中閔已於同月8日走馬上任，但監察院仍由陳師孟委員針對他過去擔任學校主管及政府部門任職時在外兼職違法事宜召開彈劾審查會，以 7：4 通過管中閔彈劾案。按行政院前政務委員兼國家發展委員會主任委員管中閔於101年2月6日起至104年2月3日止之期間，身為國家高階政務官乃至機關首長，卻違反公務員服務法第14條第1項「禁止兼職」之規定，透過匿名方式「常態性」為壹週刊撰寫社論，以獲取年約新臺幣65萬元之兼職報酬，嚴重損害公務紀律及敗壞官箴，違失情節重大，爰依法提案彈劾 [61]。不過國立台北商業大學校長張瑞雄表示，根據銓敘部 75.9.5.（七五）臺銓華參字第46252號函，依司法院大法官會議41年11月22日第11號解釋，公務員不得兼任新聞紙類及雜誌之編輯人、發行人、社長、經理、記者及其他職員，至於報社特邀專欄撰稿，倘不涉職務之事務，尚無禁止之規定 [80]。

- 1月16日，監察委員王美玉及劉德勳在15日彈劾審查會中表達意見指出，管中閔受邀撰稿是否違反《公務員服務法》第14條第1項：「公務員除法令所規定外，不得兼任他項公職或業務。其依法令兼職者，不得兼薪及兼領公費。」因法條不明確，且銓敘部多年函釋並未有此部分，調查過程中僅向銓敘部調閱卷證，「唯獨未請銓敘部以主管機關表達正式書面意見」當作審查基礎，「此乃程序及實質欠缺之嚴重問題」。並且《壹週刊》也已說明此案為「社論專欄之邀稿，未有契約關係」，所付的報酬也是稿費，而調查案所附的多篇專欄是否均為管中閔所撰亦未論及，均有進一步查清楚的必要。王美玉及劉德勳也指出，司法院32年4月28日院字第2508號早已函釋「公務員在報紙雜誌投稿或著作書籍出版收受報酬，或編輯研究學術之雜誌刊物，均非修正公務員服務法第十三條第一項所謂經營商業。」他們表示，受邀撰稿既非兼職，是否刊登也屬於報社雜誌的選擇，而且投稿、撰稿是否為兼職也沒有銓敘部的函釋，此案判定為「經常、固定」兼職但卻欠缺更具體之事證當作佐證。

### 司法院
2019年，針對台大校長管中閔被控在擔任政務官任內，匿名在《壹週刊》寫社論而被監察院彈劾一案，公務員懲戒委員會於7月公開審理，經監察院核閱後，進行分案，由5位公懲會委員組成合議庭。8月召開言詞辯論庭，庭訊歷時約2小時20分結束。9月宣判，認定管中閔匿名在壹週刊投書批評政府的行為妨礙其本職，並且損及相關官員的形象，因此屬於非法兼職，判處申誡。

### 其他
- 2018年1月31日，陳昭如教授（台大法律系教授）、楊信男（台大物理系名譽教授）、林敏聰（台大物理系教授）、劉靜怡（台大國發所教授）、陳翠蓮（台大歷史系教授）、黃青真（台大生技系教授）、戴紹恩（台大法研所學生）、陳其誠（台大數學系教授）、顏厥安（台大法律系教授）等人主張基於本次遴選程序的嚴重程序瑕疵，教育部不應核定本次的遴選結果；遴選委員會失去公信力，應立即停止運作，並召開臨時校務會議釐清問題[120]，然而相關提議案在臨時校務會議被擱置。

- 2018年12月6日，林右昌以民進黨代理黨主席身分，接受媒體訪問時主動提及台大校長爭議案，他說：「台積電創辦人張忠謀雖然年紀大，但適合任何職位，或許有機會來擔任台大校長，可化解僵局，相信各方都可以認同跟接受，也不一定。」[121]

- 2018年12月25日，在教育部24日勉予同意管中閔就任台灣大學校長，身為台大校長候選人之一的電機系教授吳瑞北向台北高等行政法院聲請假處分，要求教育部不得未重啟遴選就發聘台大校長，必須先釐清遴選爭議，不能漠視法律程序、恣意濫權發聘，希望防堵教育部聘管中閔[122]。台北高等行政法院權衡公私利益，認為聲請無理由，於2019年1月4日裁定駁回，可抗告，吳瑞北提起抗告，最高行政法院於2019年3月7日駁回抗告確定[123]。吳另於107年12月28日具狀提出「備位聲明」，請求停止教育部107年12月25日函之執行等。法院認為，本件假處分聲請案之繫屬與教育部函文是於同日發生，吳並無就該函提起訴願後另案聲請停止執行之餘裕，固為事實，但本件吳並非該函文受文者，且未對該函文提起訴願，則吳另為聲請停止執行，客觀上與行政訴訟法第116條第3項要件仍有未合；且行政法院對於聲請停止執行，仍須進行利益權衡，而本院就大學遴選爭議應否維持現狀權衡如上，則吳另以「備位聲明」所為請求，於本件裁定結果，並無影響。[59]。

- 2018年12月26日，律師林憲同向台北地檢署告發葉俊榮、管中閔、蔡明興等3人，涉違反貪污治罪條例之瀆職、圖利及刑法使公務員登載不實等罪。[124]

- 2019年1月1日，陳良博、周昌弘、李敦厚、賀德芬、張清溪、鄭秀玲、賴秀穗、周松男、陳榮基、楊惠郎等10位學者近日發起「撤銷教育部聘任管中閔為台大校長之違法處分」連署，號召關心台灣學術自由的人共同加入連署。呼籲政府依行政程序法第117條及訴願法第58條第2項的規定，迅即於一月七日以前撤銷教育部聘任管中閔之違法處分。[57][58]

- 2019年1月1日，蔡英文總統邀請了10多位中研院士到官邸討論政局發展，希望請益相關意見，向來力挺蔡的李遠哲希望能與蔡英文單獨談話，於是提早半小時抵達官邸。李遠哲抵達官邸後，蔡英文原本還熱情招呼，但李遠哲直接告訴蔡要「請辭總統府資政」，蔡英文面露詫異不解，李遠哲說，他對通過管中閔當選台大校長一事不滿已久，李遠哲越講越激烈，蔡終於按捺不住情緒，不解問：「我到底做錯了什麼？」李語帶怒氣回說：「妳不讓管碧玲做教育部長，去找葉俊榮做教育部長，這就錯了！」這場會面就在凝重的氣氛下結束。[104]

- 2019年1月3日，獨派大老的總統府資政吳澧培、總統府前資政彭明敏、長老教會高俊明牧師、中研院前院長李遠哲等發表公開信，呼籲蔡英文總統放棄2020年連任。吳澧培指出，他們見蔡總統提建言，主要因素是人事問題，認為葉俊榮處理台大管案出現大紕漏。[105]

- 2019年1月10日，前台大校長陳維昭在2019年1月號《臺大校友雙月刊》(NTU Alumni Bimonthly, No.121)發表「六月六日總統官邸談管案」[125]一文，還原2018年在前立法院長王金平的牽線下，前往總統官邸，與總統蔡英文、總統府秘書長陳菊商討如何解決此起人事僵局始末。陳向蔡總統說:「我認為這完全是一個政治事件，這種事件發生在這個年代很不可思議，而政府的操作手法又太粗糙，因而普遍引起反感，我認為不應為管案讓社會包括臺大，付出這麼大的代價，應該想辦法儘快解決。」[101]

- 2019年1月15日，針對葉俊榮於去年12月24日宣布「勉予同意」後，管中閔終於可以接任台大校長，府院當時都說不知情。但是蔡英文總統14日與媒體餐敘時卻表示，當天(24日)賴清德院長跟他報告此事時，當下她就大聲說「我反對！」並回應「葉俊榮很想做這件事，我們大家都知道，所以我們都想防著他去做這件事，但是我真的不知道他那天下午要開記者會宣布！」蔡英文反對管中閔接任台大校長，台大自主聯盟（15）日於臉書發文：「搞了一年，小英總統終於願意承認以政治力介入台大校長遴選」，而這次蔡英文14日的發言，也證實台大去年4月聲明「政治力介入，戕害大學自治」一事。此發文引起不少網友回應「以前說什麼『尊重教育部的專業』云云，果然都是謊言」、「說穿了就是得罪蔡英文、教育部先卡管、卡不住、先讓他上、再來就換監察院彈管、最後就是要他過不好年！」、「罪證確鑿，政治力介入卡管」，也有網友提出質疑：「部長你們任命的，然後說想防止他做這決策？賴清德是行政院長，『出了事』叫部長直接跟總統報告？蔡英文說了反對，但又說總統不是每件事都要插手？火都你們在放，話都你們在說，這是什麼樣的政府啊！」。 [126]

## 大學自主爭議
由於此時的主政者為民進黨政府，而管中閔曾任國民黨政府的內閣成員，部分人士認為此案是民進黨基於政治立場干預大學自主而表達反對。《大學法》第一條開宗名義說大學「應受學術自由之保障，並在法律規定範圍內，享有自治權」，顯示大學自主是大學的核心價值。然而，大學自主的的具體定義和範圍在臺灣尚未明晰，且大學的經費來自公共預算，自應受一定程度之監管。關於「大學自主」的意義以及教育部的權責之爭議因此而生。
依據《大學法》第9條規定，「新任公立大學校長之產生，由學校……遴選出校長後，由教育部或各該所屬地方政府聘任之。」即教育部只是形式上發聘書，不能進行實質審查。比較同一條文的後半部：「私立大學校長……報請教育部核准聘任之。」多了「核准」兩字，可見當初立法意旨，並未授予教育部在聘任公立大學校長前進行實質審查的權力。
同一條文的中間部分說「遴選委員除學校與社會人士各占五分之二外，其餘由教育部遴派之代表擔任之」。所以說教育部要實質影響大學校長的遴選結果，可藉由遴選委員的任命為之，但影響力就是遴選委員總額的五分之一，這就是《大學法》的立法精神：2005年6月，台大選出兩名校長人選送交教育部，當時的部長杜正勝決定圈選得票數較低的李嗣涔而非得票數過半的楊永斌，引發爭議，於是在2005年底立法院通過《大學法》修正案，將大學校長遴選由兩階段（大學選出數名人選，由教育部擇聘其一）改為一階段（大學只選出一名人選，由教育部聘任），讓教育部對大學校長遴選只保留五分之一的實質決定權，而非原本的二分之一。
2019年8月1日，教育部公布修正「國立大學校長遴選委員會組織及運作辦法」，明訂校務會議有權解散大學校長遴委會的權力。此一修法被外界稱為「管中閔條款」，新版辦法規定，國立大學校長就任前之遴選爭議，遴委會應於三個月內作成決議確實處理；若未於所定期限內確實處理遴選爭議，經學校校務會議代表三分之一以上提案，出席代表二分之一以上同意後解散。學校必須在解散後的兩個月內重組遴委會。

### 反對教育部介入者
全國教育產業總工會認為，此舉嚴重戕害高教自主，也傷害了中華民國努力了幾十年的民主機制。全國教師工會總聯合會亦發起「三不運動」，抵制吳茂昆領導的教育部。

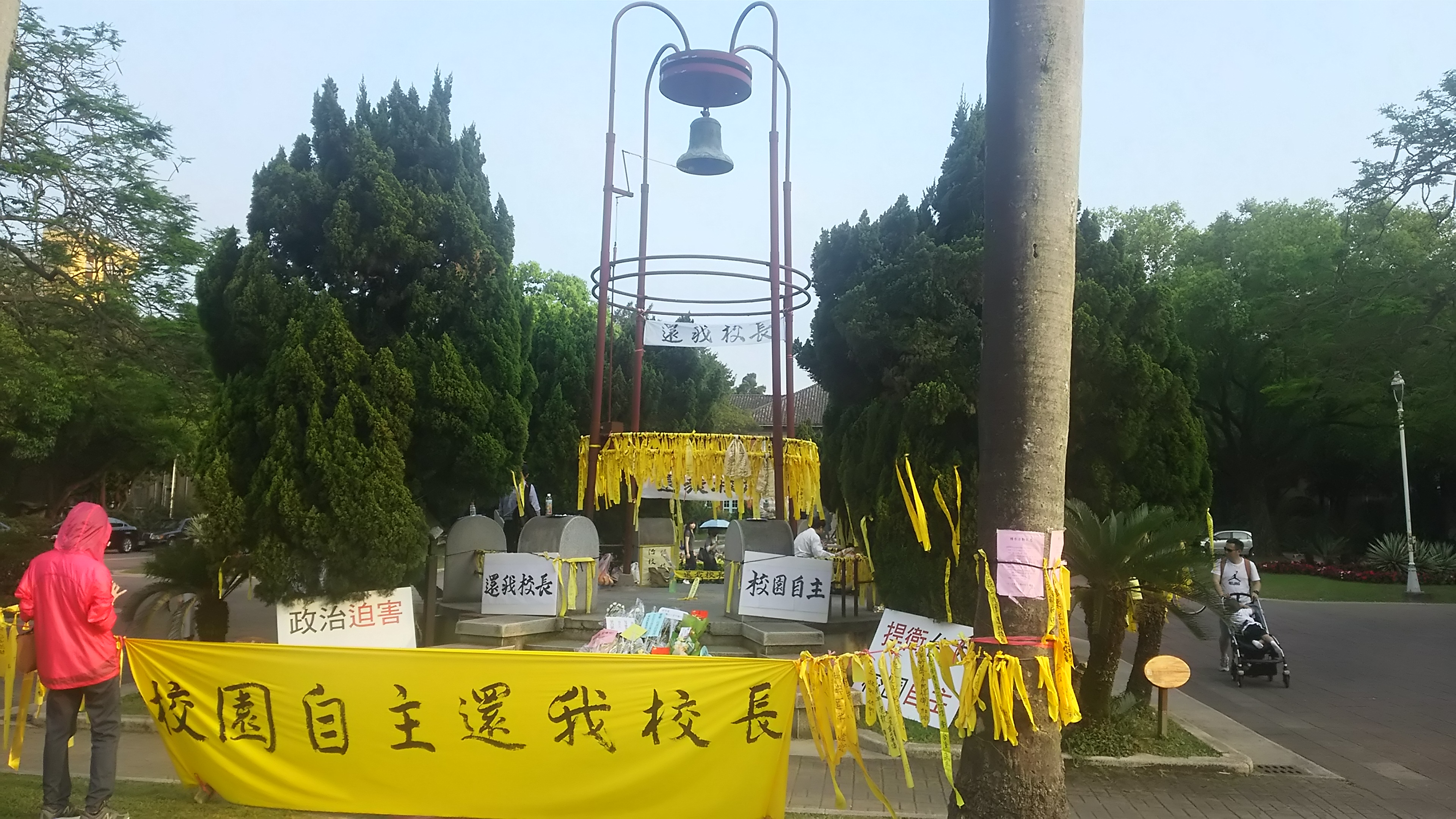
反對教育部干預大學自治方在教育部駁回聘任案後，於台大傅鐘所進行的黃絲帶聲援活動。

2018年4月28日，國立大學校院協會發出聲明「基於大學自治精神，政府不應干預遴選結果」。4月29日，臺北商業大學校長張瑞雄、德明科技大學校長徐守德、中國科技大學校長俞明德、聖約翰科技大學校長艾和昌、東南科技大學校長李清吟、東方設計大學董事長李福登和文藻外語大學校長周守民在網路上發起全民連署要求教育部退出政治干預，一天內得到多於4萬簽名；在5月4日已超過8萬個聯署。私立大學校院協進會也發布聲明「台大校長遴選爭議的負面發展，是大學自治有史以來最黑暗的時刻」。4月30日，國立臺灣大學系統下的國立臺灣大學、國立臺灣師範大學、國立臺灣科技大學校長共同聲明，呼籲教育部應尊重校長遴選結果。國立清華大學在校園內發起繫「政治退出校園」黃絲帶的聲援活動。清大教師會、前後四任清大校長與5位中研院院士清大教授聲明，要求政府落實大學自治。隨後國立臺灣大學、國立交通大學、國立中央大學財經系主任葉錦徽及經濟系教授徐之強等人發起，陸續在校園聲援此活動；國立交通大學校長張懋中則呼籲，政府儘速讓國立大學法人化。7月3日，中央研究院院士會議表決通過人文及社會科學組提案「國立大學校長遴選時，教育部應尊重《大學法》精神及規定，執行校長聘任事宜」
5月1日，台大自主聯盟在傅鐘的集會中正式提出《台大自主聯盟五一聲明》，向全國人民呼籲重視台大校長遴選事件。5月4日適逢五四運動99周年，以文學院為首的台大師生以及台大EMBA的學生發起「新五四運動」，擴大抗爭規模，希望引起更多人對此事件的重視與發聲。5月29日，有多起學術爭議事件的教育部長吳茂昆在就任第41天時請辭獲准，成為任期最短的教育部長（7月，監察院以吳在東華校長任內的學術爭議通過彈劾並移送公懲會）。6月初，臺大學生、臺大校方與校長當選人分別委請律師向行政院提出訴願。
反對教育部介入的知名人士包括教育部前部長曾志朗、台北市長柯文哲、作家龍應台、前《新新聞》社長王健壯、作家張大春、前副總統吳敦義、前行政院政務委員高思博等人。
2019年8月1日，教育部公布修正「國立大學校長遴選委員會組織及運作辦法」，明訂校務會議有權解散大學校長遴委會的權力。此一修法被外界稱為「管中閔條款」，辦法規定，國立大學校長就任前之遴選爭議，遴委會應於三個月內作成決議確實處理；若未於所定期限內確實處理遴選爭議，經學校校務會議代表三分之一以上提案，出席代表二分之一以上同意後解散。學校必須在解散後的兩個月內重組遴委會。清大校長賀陳弘認為，此一修正將嚴重干預遴選委員的獨立自主；中研院院士、教育部前部長曾志朗則表示，教育部管太多，此一修法讓大學教育「從憲政時代退回訓政時代」。

### 支持教育部介入者
中興大學法律系教授李惠宗撰文，以法學方法論方式，指出本案中許多法律爭點。其中，關於大學自治範圍部分，由於大學校長之性質屬於行政機關之首長，其聘(派)任屬於大學組織法事項(外部組織)，非涉大學教學研究學術自由範圍內等大學作用法之自治事項，因此校長遴選、聘任，其實並非所謂大學自治之範疇。所謂大學自治範疇，僅有於涉及教學、研究、學習等自由範圍內之事項，始克當之。
台大經濟系教授鄭秀玲在《讀報》撰文指出，前台大校長、台大行政高層動員人力向校務會議代表「關說」，要求「撤簽」連署召開臨時行政會議提案，導致臨時校務會議延至3/24。而三月時，管中閔違法兼職、違法赴中兼職、論文抄襲等爭議已經擴大。鄭秀玲認為，3/24臨時校務會議，是完全複製陳維昭校長時代的會議運作模式，當天的會議流程與最後的擱置決議，導致各項爭議都無法得到釐清。
台大學生議長周安履發三點聲明指出，「教育部駁回台大校長遴選結果，於法有據且並無侵犯大學自治」、「管中閔兼職事實違法明確」、「呼籲執政當局正視學生意見，為所當為」，力挺教育部不聘管中閔的決定。
台大社會系副教授范雲認為，教育部的行為是遲來的程序正義。台灣大學研究生協會會長王昱鈞表示：「教育部駁回聘任案有一定的考量、一定的證據」，他要呼籲台大校方理性面對，不要藉機鼓吹愛校情感、激起對立，事後參加台灣北社召開的記者會支持教育部決定。全國家長團體聯盟榮譽理事長吳福濱表示，教育部有監督台灣的大學之責任，教育部在昨天做出駁回的決定，對於台大身為高教的龍頭來說算是正確的決定，這讓台大能回歸學術，擺脫政治紛擾。身兼民進黨智庫的台大社會科學院教授陳東升則認為，大學自治的意義並非無限上綱，大學自治仍需基於正當、合法等兩前提，並不是他人無論如何完全都不能介入，譬如說：發生遴選委員、候選人資訊沒有充分揭露利益迴避的問題時，行政部門有權提出質疑。台大遴委會、校方得負起相關責任，不能只批外部介入。
其他支持教育部介入者包括台大退休教授黃武雄、金管會主委顧立雄、台大機械系特聘教授陳炳煇、行政院發言人徐國勇、台大學生代表大會議長周安履等。

## 正式聘任
- 2018年5月，管中閔、台大校方和台大學生對於5月4日教育部函請台大補正遴選程序瑕疵向行政院訴願審議委員會提出訴願，若仍有疑慮可向行政法院提行政訴訟。12月19日，行政院訴願會進行聽取教育部、管中閔和台大三方說法的言詞辯論，預定2019年1月22日前做出裁決。12月26日，行政院訴願會均對三件訴願案作「訴願不受理」的決定，理由是該函是做行政處分前的程序處置，並非行政處分，對其提起訴願依法未合。然而不影響稍早教育部核准管中閔就任台大校長的決定。
- 2018年12月13日，監察院通過糾正案指教育部已逾越《中華民國憲法》適法性監督範圍，予以糾正。[118]
- 2018年12月24日，教育部部長葉俊榮勉予同意管中閔擔任台大校長，但要求台大在3個月內針對此次校長遴選過程中的瑕疵和爭議全盤檢討[164]；隔天，葉在辭去部長一職之前送出聘任校長的公文，同日台大立刻回覆公文，最後確定第12任國立臺灣大學校長管中閔於2019年1月8日正式就職。

## 來源資料
1. ↑  國立臺灣大學第12屆新任校長管中閔教授就職典禮 （页面存档备份，存于），國立臺灣大學官網，2019-01-8
2. 1 2  . 聯合新聞網. 2018-12-24  [2019-11-24]. （原始内容存档于2019-07-28）.
3. 1 2  管中閔擔任台大校長 教育部勉予同意 （页面存档备份，存于）,中央社，2018年12月24日
4. 1 2 3  . 聯合新聞網. 2018-12-28  [2018-12-29]. （原始内容存档于2018-12-30）.
5. ↑  . 蘋果日報. 2018-12-26. （原始内容存档于2018-12-27）.
6. ↑  管中閔兼職案 北檢查無不法 （页面存档备份，存于）台灣蘋果日報 2020年11月4日[2020年11月4日]
7. ↑  . 2018-08-16  [2023-03-25]. （原始内容存档于2023-03-25）.
8. ↑  . 2019-01-15  [2023-03-25]. （原始内容存档于2023-03-25）.
9. ↑  . 2019-09-02  [2023-03-25]. （原始内容存档于2023-03-25）.
10. ↑  簡立欣、黃世麒. . 中時新聞網. 2023-03-13  [2023-03-14]. （原始内容存档于2023-03-15） （中文（臺灣））.
11. ↑  曾原信. . 聯合報系攝影中心. 2023-03-13  [2023-03-14]. （原始内容存档于2023-03-14） （中文（臺灣））.
12. ↑  . 2023-03-13  [2023-03-25]. （原始内容存档于2023-03-25）.
13. ↑  震撼！台大校長楊泮池宣布 任期屆滿將請辭 （页面存档备份，存于），自由時報，2017-03-18
14. ↑  林良齊. . 聯合報. 2017-06-24  [2018-05-01]. （原始内容存档于2018-05-01）.
15. 1 2   (PDF). 教育部. 2017-09-30  [2018-12-26]. （原始内容存档 (PDF)于2018-12-26）.
16. 1 2 3   (PDF). 教育部. 2013-08-31  [2018-12-27]. （原始内容存档 (PDF)于2018-12-27）.
17. ↑   (PDF). 國立臺灣大學. 2018-01-31  [2018-11-29]. （原始内容存档 (PDF)于2018-04-08）.
18. ↑  . 蘋果日報. 2017-12-23  [2018-05-01]. （原始内容存档于2019-02-15）.
19. ↑  陳宛茜. . 聯合報. 2017-12-23  [2018-05-01]. （原始内容存档于2018-05-02）.
20. ↑  王彩鸝. . 聯合報. 2018-01-06  [2018-05-03]. （原始内容存档于2018-05-03）.
21. 1 2 3 4 5  . 中央社. 2018-04-28  [2019-06-14]. （原始内容存档于2019-07-26）.
22. ↑  . 中央社. 2018-01-11  [2019-06-14]. （原始内容存档于2019-09-12）.
23. 1 2 3 4 5 6  . 聯合新聞網. 2018-03-23  [2019-06-14]. （原始内容存档于2019-07-28）.
24. 1 2 3  . 上報. 2018-08-02  [2019-06-14]. （原始内容存档于2019-07-23）.
25. 1 2  台大夜發聲明：校長遴選過程沒有違法 （页面存档备份，存于），自由時報，2018/01/26
26. ↑  . 聯合新聞網. 2018-01-31  [2019-06-14]. （原始内容存档于2019-07-28）.
27. ↑  . 聯合新聞網. 2018-02-14  [2019-06-14]. （原始内容存档于2019-07-26）.
28. 1 2  . 新頭殼. 2018-03-16  [2019-01-07]. （原始内容存档于2019-01-07）.
29. ↑  . TVBS NEWS. 2018-03-21  [2019-06-14]. （原始内容存档于2019-07-28）.
30. 1 2  . 蘋果日報. 2018-05-14  [2019-06-14]. （原始内容存档于2019-09-12）.
31. 1 2  .   [2018-04-14]. （原始内容存档于2018-04-14）.
32. 1 2  林曉雲. . 自由時報. 2014-04-14  [2014-04-14]. （原始内容存档于2018-04-14） （中文（繁體））.
33. ↑  法務部次長有沒有主導拔管？看這四回合出手就知[]，聯合報，2018-05-22
34. 1 2 3  . 中央社. 2018-05-12  [2018-12-29]. （原始内容存档于2018-12-29）.
35. 1 2  . 聯合新聞網. 2018-04-29  [2019-06-14]. （原始内容存档于2019-07-27）.
36. ↑  . 中時電子報. 2018-04-29  [2019-06-14]. （原始内容存档于2019-07-24）.
37. ↑  《大學法》第九條: 新任公立大學校長之產生，應於現任校長任期屆滿十個月前或因故出缺後二個月內，由學校組成校長遴選委員會，經公開徵求程序遴選出校長後，由教育部或各該所屬地方政府聘任之。
38. ↑  . 聯合新聞網. 2018-05-12  [2019-06-14]. （原始内容存档于2019-07-24）.
39. 1 2  . 聯合新聞網. 2018-05-13  [2019-01-07]. （原始内容存档于2019-01-07）.
40. 1 2 3 4  . 中央社. 2018-05-14  [2019-01-07]. （原始内容存档于2019-01-07）.
41. ↑  . 聯合新聞網. 2018-05-26  [2019-06-14]. （原始内容存档于2019-07-26）.
42. ↑  承認未經政院同意出席中國杭州學術會議　吳茂昆：我決定以最高道德標準請辭  （页面存档备份，存于），風傳媒，2018-05-29
43. ↑  . 蘋果日報. 2018-05-31  [2019-06-14]. （原始内容存档于2019-09-12）.
44. 1 2 3  . 信傳媒. 2018-11-06  [2019-06-14]. （原始内容存档于2019-07-25）.
45. ↑  . 中央社. 2018-06-04  [2019-06-14]. （原始内容存档于2019-07-26）.
46. ↑  . The New Lens. 2018-06-09  [2019-06-14]. （原始内容存档于2019-07-25）.
47. ↑  . 公視. 2018-06-05  [2019-06-14]. （原始内容存档于2019-07-25）.
48. 1 2 3  羅暐智. . 風傳媒. 2018-12-25  [2018-12-26]. （原始内容存档于2018-12-26）.
49. 1 2 3  林河名、鄭媁. . 聯合新聞網. 2018-12-26  [2018-12-26]. （原始内容存档于2018-12-26）.
50. ↑  . 上報. 2018-07-16  [2019-06-14]. （原始内容存档于2019-07-25）.
51. 1 2  . 上報. 2018-07-23  [2018-12-28]. （原始内容存档于2018-12-29）.
52. ↑  . 上報. 2018-07-28  [2019-06-14]. （原始内容存档于2019-07-24）.
53. ↑  . 上報. 2018-07-31  [2019-06-14]. （原始内容存档于2019-07-27）.
54. 1 2 3  林志成. . 中時電子報. 2018-12-25  [2018-12-26]. （原始内容存档于2018-12-26）.
55. 1 2 3  戴安瑋、尉遲佩玉. . 中時電子報. 2018-12-25  [2018-12-26]. （原始内容存档于2018-12-26）.
56. 1 2  . 中央社. 2018-12-28  [2018-12-29]. （原始内容存档于2018-12-30）.
57. 1 2  . 聯合新聞網. 2019-01-01  [2019-01-03]. （原始内容存档于2019-01-03）.
58. 1 2  .   [2019-01-03]. （原始内容存档于2019-02-15）.
59. 1 2  . 聯合新聞網. 2019-01-04  [2019-01-04]. （原始内容存档于2019-01-04）.
60. 1 2  管中閔就職典禮演講全文：明天才是我們奮鬥的戰場 （页面存档备份，存于），聯合新聞網，2019-01-08
61. 1 2 3  監察院通過管中閔彈劾 陳師孟：有損政務官尊嚴 （页面存档备份，存于），聯合報，2019-01-15
62. 1 2 3  管中閔監察院彈劾案 公懲會7月2日公開審理 （页面存档备份，存于），奇摩新聞，2019-6-14
63. 1 2 3 4  . 聯合新聞網. 2019-08-03  [2019-08-06]. （原始内容存档于2019-08-06）.
64. 1 2 3  管中閔違反兼職彈劾案 公懲會9/2宣判 （页面存档备份，存于），自由時報，2019-8-20
65. ↑  「蔡英文乾脆宣布戒嚴」他批：計畫性對管中閔人格摧毀 （页面存档备份，存于）, 聯合報, 2018-03-24 15:21
66. ↑  台大人事室認證：管中閔無違法出境及赴陸兼職 （页面存档备份，存于）, 聯合報, 2018-03-24 13:09
67. ↑  陳怡樺. . 2018-01-09  [2018-11-19]. （原始内容存档于2018-11-19）.
68. ↑  文王曉玟（特約記者）；攝影余志偉；設計黃禹禛. . 報導者 The Reporter. 2018-01-03  [2018-04-28]. （原始内容存档于2018-04-28） （中文）. 這8位角逐者分別是：中研院副院長周美吟、中研院前副院長王汎森、台大副校長張慶瑞、台大歷史系特聘教授陳弱水、台大電機資訊學院院長陳銘憲、台大電機系特聘教授吳瑞北、台大財金系特聘教授管中閔、清大電機系特聘教授吳誠文。
69. ↑  馮靖惠. . 聯合新聞網. 2017-11-07  [2018-04-28]. （原始内容存档于2018-04-29） （中文）.
70. ↑  何定照. . 2018-03-12  [2018-12-11]. （原始内容存档于2018-12-14）.
71. ↑  吳佩旻. . 聯合新聞網. 2018-01-11  [2018-04-27]. （原始内容存档于2018-04-28） （中文）.
72. ↑  張弘昌. . 2018-01-12  [2018-11-19]. （原始内容存档于2019-02-15）.
73. ↑  滿紙荒唐言，一把辛酸淚 （页面存档备份，存于），風傳媒，2018-04-29
74. ↑  王瀚興. . 國家政策研究基金會. 2018-01-31  [2019-03-20]. （原始内容存档于2019-09-12）.
75. ↑  法治是文明遴選的基礎[永久]，天下雜誌，2018-03-29
76. ↑  校長遴選雙重標準？教部：陽明聘任後才揭露 （页面存档备份，存于），新頭殼，2018-08-17
77. ↑  國立臺灣大學校長遴選委員會第5次會議紀錄 （页面存档备份，存于）， 2018-01-31
78. ↑  . 中時電子報. 2018-05-09. （原始内容存档于2018-12-29）.
79. ↑  管中閔論文爆抄襲學生 張廖萬堅：有20多處雷同！ （页面存档备份，存于），自由時報，2018/01/25
80. 1 2  北商校長引述法令：公務員在媒體撰稿不算兼職 （页面存档备份，存于），中時電子報，2019-01-15
81. ↑  違法關鍵／銓敘部官員：有無簽承攬契約 （页面存档备份，存于），聯合報，2019-01-15
82. ↑  反對彈劾管中閔　2監委認為缺乏更具體事證 （页面存档备份，存于），鏡周刊，2019-01-16
83. ↑  簡立欣. . 旺報. 2018-03-16.
84. ↑  TVBS. . TVBS.   [2018-05-09]. （原始内容存档于2019-02-15）.
85. ↑  聯合新聞網. . 聯合新聞網. 2018-04-30  [2020-06-14]. （原始内容存档于2020-06-14）.
86. ↑  反對政治標籤激化對立　管中閔：從未同意或支持「挺管」字句 （页面存档备份，存于），上報，2018年05月06日
87. ↑  拒絕「挺管」「反管」激化對立　管中閔：台大應成為3項社會工程的堡壘 （页面存档备份，存于），風傳媒，2018年05月06日
88. ↑  為媒體寫稿遭送公懲會 管中閔批政治迫害侵犯大學自主 （页面存档备份，存于），聯合新聞網，2019年08月19日
89. ↑  . 中時電子報. 2018年5月3日  [2020年6月14日]. （原始内容存档于2020年6月14日）.
90. ↑  吳茂昆瞞學校以公司名義申請專利 東華毫無紀錄 （页面存档备份，存于）2018-05-02 聯合報
91. ↑  吳茂昆被爆校長任內擔任慶富相關基金會董事 （页面存档备份，存于）2018/05/03 中國廣播公司
92. ↑  . 蘋果日報.   [2020-06-14]. （原始内容存档于2021-05-24）.
93. ↑  . 教育部. 2018-04-27  [2018-04-30]. （原始内容存档于2018-04-28）.
94. ↑  . 自由時報. 2018-04-28  [2018-04-30]. （原始内容存档于2018-05-01）.
95. ↑  . 三立新聞. 2018-04-27  [2018-04-30]. （原始内容存档于2018-04-29）.
96. ↑  教育部說謊鐵證：郭旭崧也任薪酬委員 （页面存档备份，存于），遠見雜誌，2018-05-03
97. ↑  郭旭崧被爆兼職 教部：同標準檢視陽明、台大 （页面存档备份，存于），自由時報，2018-05-03
98. ↑  兩套標準！陽明校長 獨董爭議更大 （页面存档备份，存于），聯合報，2018-05-03
99. ↑  . 國立臺灣大學. 2018-06-04  [2018-10-05]. （原始内容存档于2019-01-09）. 本校堅持大學自主的立場一貫不變，此次校長遴選的合法性，不僅遴選委員會已經於1月31日的會議中決議「本會確認107年1月5日管教授之當選資格，並無疑義」，臨時校務會議亦已明確表達教育部應該依法盡速發聘。本校對於教育部未能依《大學法》規定聘任新校長再度表達遺憾與強烈異議，同時遵行臨時校務會議之決議，於今日(6月4日)委請律師正式提出訴願，以釐清法律爭議，並捍衛本校校長遴選之自主性。
100. 1 2 3  邱采薇. . 聯合新聞網. 2018-12-25  [2018-12-26]. （原始内容存档于2018-12-26）.
101. 1 2  . 聯合報. 2019-01-10  [2019-01-11]. （原始内容存档于2019-01-11）.
102. ↑  蔡英文. . 臉書. 2018-12-26  [2018-12-26]. （原始内容存档于2018-12-26）.
103. ↑  曾薏蘋. . 中時電子報. 2018-12-26  [2018-12-26]. （原始内容存档于2018-12-26）.
104. 1 2  . 蘋果日報. 2019-01-04  [2019-01-04]. （原始内容存档于2019-01-04）.
105. 1 2  . 聯合新聞網. 2019-01-03  [2019-01-04]. （原始内容存档于2019-01-04）.
106. ↑  . 風傳媒. 2019-01-15  [2019-01-17]. （原始内容存档于2019-01-19）.
107. ↑  教部拔管 台大：深感錯愕 表達遺憾與強烈異議 （页面存档备份，存于），聯合報，2018年4月28日
108. ↑  國立臺灣大學聲明 （页面存档备份，存于），2018年4月28日
109. ↑  .   [2018-04-30]. （原始内容存档于2018-04-29）.
110. ↑  反卡管！台大行政會議共識：和教育部打行政官司 （页面存档备份，存于），風傳媒，2018-04-30
111. ↑  教部拔管違反大學自治精神? 監委主動調查 （页面存档备份，存于），新頭殼，2018-05-1
112. ↑   (新闻稿). 台北市: 國立臺灣大學系統. 2018-05-01  [2018-08-10]. （原始内容存档于2018-08-09） （中文）. 國立大學校長遴選委員會乃依大學法所建置之法定組織，開始成立運作之後，獨立於大學之外。大學行政組織除應遴選委員會之要求，提供必要行政協助之外，對於遴選作業程序之進行與遴選結果，必須完全尊重。依法行政是民主法治國家最基礎也最重要的基本價值，任何公權力都必須以法律規範為前提，踐行法定程序。
113. ↑  台大不拆傅鐘黃絲帶 其他一律要拆 （页面存档备份，存于），自由時報，2018-05-5
114. ↑  拆反管布條被質疑不公 台大總務處：黃絲帶訴求大學自治，暫不拆除 （页面存档备份，存于），風傳媒，2018-05-4
115. ↑   (PDF) (新闻稿). 台北市: 國立臺灣大學校長遴選委員會. 2018-08-02  [2018-09-12]. （原始内容存档 (PDF)于2018-08-02） （中文（臺灣））. 至於教育部認為遴選過程中有重大資訊揭露未盡完整，實屬法令制度未明確規範所致。歷經近 7 小時之充分討論與審視 相關法規與文件後，才做成以下之書面決議:「本會自成立至今，作業程序皆依相關法規辦理。本會確認 107 年 1 月 5 日管教授之當選資格，並無疑義」。所有與會之遴選委員，皆於會議記錄上簽名確認。
116. ↑  遴選檢討報告出爐！管中閔獨董身分無須強制揭露　台大籲：資訊揭露勿以「道德標準」著手 （页面存档备份，存于），風傳媒，2019-3-26
117. ↑  劉麗榮. . 中央社. 2018-08-16  [2018-12-26]. （原始内容存档于2018-12-27）.
118. 1 2   (新闻稿). 中華民國監察院. 2018-12-13  [2018-12-18]. （原始内容存档于2018-12-19）.
119. ↑  . 中央社 CNA.   [2023-03-14]. （原始内容存档于2023-03-14） （中文（臺灣））.
120. ↑  【新聞稿】搶救台大，就是現在──糾正台大校長遴選瑕疵 （页面存档备份，存于），苦勞網，2018-01-31
121. ↑  游明煌. . 聯合新聞網. 2018-12-06  [2018-12-08]. （原始内容存档于2018-12-09）.
122. ↑  馮靖惠. . 聯合新聞網. 2018-12-26  [2018-12-26]. （原始内容存档于2018-12-27）.
123. ↑  賴佩璇. . 聯合新聞網. 2019-03-08  [2019-03-08]. （原始内容存档于2019-03-08）.
124. ↑  . 自由時報. 2018-12-26  [2019-01-05]. （原始内容存档于2019-01-05）.
125. ↑   (PDF). 臺大校友雙月刊. 2019-01  [2019-01-11]. （原始内容存档 (PDF)于2019-01-10）.
126. ↑  . 風傳媒. 2019-01-17  [2019-01-17]. （原始内容存档于2019-01-17）.
127. ↑  大學自主的本質與實踐 （页面存档备份，存于），通識在線第 75 期，2018-03
128. 1 2  教育部對於大學校長遴選只有五分之一的實質決定權 （页面存档备份，存于），udn網路城邦，2018-04-29
129. ↑  .   [2018-04-30]. （原始内容存档于2018-04-30）.
130. ↑  教團發起三不運動 要求教長下台 （页面存档备份，存于），人間福報，2018-05-1
131. ↑  教育部拔管　國立大學校院協會也發聲了 （页面存档备份，存于），今日新聞，2018-04-28
132. ↑  拔管衝擊「大學自治」　各校學者力挺抗爭 （页面存档备份，存于），TVBS新聞，2018-04-30
133. ↑  中時電子報. . 中時電子報.   [2020-06-14]. （原始内容存档于2020-06-14）.
134. ↑  私立大學院校協進會發聲明：這是大學自治最黑暗的時刻 （页面存档备份，存于），聯合報，2018-04-29
135. ↑  台大、台師大、台科大校長：教育部應尊重校長遴選結果 （页面存档备份，存于），自由時報電子報，2018-04-30
136. ↑  . 中時電子報. 2018年4月29日  [2020年6月14日]. （原始内容存档于2020年8月12日）.
137. ↑  「中大挺校園民主、大學自治宣言」 這裡也繫黃絲帶 （页面存档备份，存于），自由時報電子報，2018-05-1
138. ↑  回應教育部「拔管」：台大遴選會拒絕重選校長，清大交大呼籲「大學自治」「法人化」 （页面存档备份，存于），關鍵評論，2018-04-30
139. ↑  院士會議通過 校長遴選教育部應尊重大學自主 （页面存档备份，存于），中央通訊社，2018-07-3
140. ↑   （页面存档备份，存于），臺大自主聯盟臉書，2018-05-01
141. ↑  違反利益衝突迴避 監察院彈劾吳茂昆 （页面存档备份，存于），中央通訊社，2018-07-03
142. ↑  監察院彈劾吳茂昆　全員記名通過 （页面存档备份，存于），今日新聞，2018-07-03
143. ↑  反拔管第三箭 管中閔提訴願 （页面存档备份，存于），經濟日報，2018-06-06
144. ↑  教育部拔管 曾志朗：台灣留下「dirty」國際惡名 （页面存档备份，存于），經濟日報2018年4月27日，
145. ↑  教育部宣布「卡管」 柯P批：哪個白癡決定的？ （页面存档备份，存于），自由時報電子報，2018-04-28
146. ↑  教育部拔管載入史冊 龍應台傷心：台灣正式崩壞 （页面存档备份，存于），中時電子報，2018年4月22日
147. ↑  龍應台：台大，請你抵抗 （页面存档备份，存于）Line，2018年4月28日
148. ↑  現在已到了該起而反抗的時刻 （页面存档备份，存于），上報，2018年04月28日
149. ↑  張大春提醒民進黨　「今天你侵入校園，明天你就會侵入家園」 （页面存档备份，存于），match生活網，2018/04/29
150. ↑  「拔管是台灣墮落的開始」　吳敦義：當年學運世代竟噤聲不語 （页面存档备份，存于），風傳媒，2018-05-02
151. ↑  「拔管」顯示的末世光景 （页面存档备份，存于），風傳媒，2018-05-05
152. ↑  2018.07, 月旦法學, 頁121
153. 1 2  . 《讀報》. 2016-07-24  [2018-07-25]. （原始内容存档于2018-07-24） （中文（臺灣））.
154. ↑  陳宛茜. . 聯合新聞網. 2018-04-27  [2018-04-27]. （原始内容存档于2018-04-27） （中文）.
155. 1 2 3 4  . 蘋果日報. 2018-04-28  [2018-04-28]. （原始内容存档于2019-02-15） （中文）.
156. ↑  教部駁回台大校長遴選結果　北社力挺 （页面存档备份，存于），TVBS新聞，2018-04-30
157. ↑  管中閔案／黃武雄：台大校務會議應承擔起責任 才是校園民主 （页面存档备份，存于），民報，2018-05-01
158. ↑  管中閔未獲准就兼職獨董 顧立雄：有害公司治理 （页面存档备份，存于），芋傳媒，2018-05-03
159. ↑  獨董產學合作 金管會、教育部喬不定 （页面存档备份，存于），聯合報，2018-07-2
160. ↑  中研院士、反管學者 赴陸兼職 （页面存档备份，存于），中國時報，2018年04月15日
161. ↑  管中閔兼職偷跑涉違法 台大教授：不能打混戰推卸法律責任 （页面存档备份，存于），自由時報，2018-05-04
162. ↑  政院談台大新五四運動 徐國勇：管中閔違法就是違法 （页面存档备份，存于），自由時報，2018-05-05
163. ↑  台大學代會議長譴責黃絲帶暴力 要求盡快重啟校長遴選 （页面存档备份，存于），自由時報，2018-05-05
164. ↑  馮靖惠.台大校長遴選進度說明記者會 （页面存档备份，存于）.聯合新聞網.2018-12-24

## 外部連結
- 國立臺灣大學校長遴選專區
- 臺大校長遴選關鍵問題懶人包（页面存档备份，存于）（臺灣大學自主行動聯盟）
- 全民連署敦促教育部退出政治干預，尊重大學自主（页面存档备份，存于）